# اکولیویک (سرزمین حفاظت‌شده اسکیموها)
اکولیویک (سرزمین حفاظت‌شده اسکیموها) (به انگلیسی: Akulivik (Inuit reserved land)) یک منطقهٔ مسکونی در کانادا است که در کبک واقع شده‌است.

## خصوصیات
اکولیویک ۴۷۱٫۰۰ کیلومترمربع مساحت و ۰ نفر جمعیت دارد.